# قربص

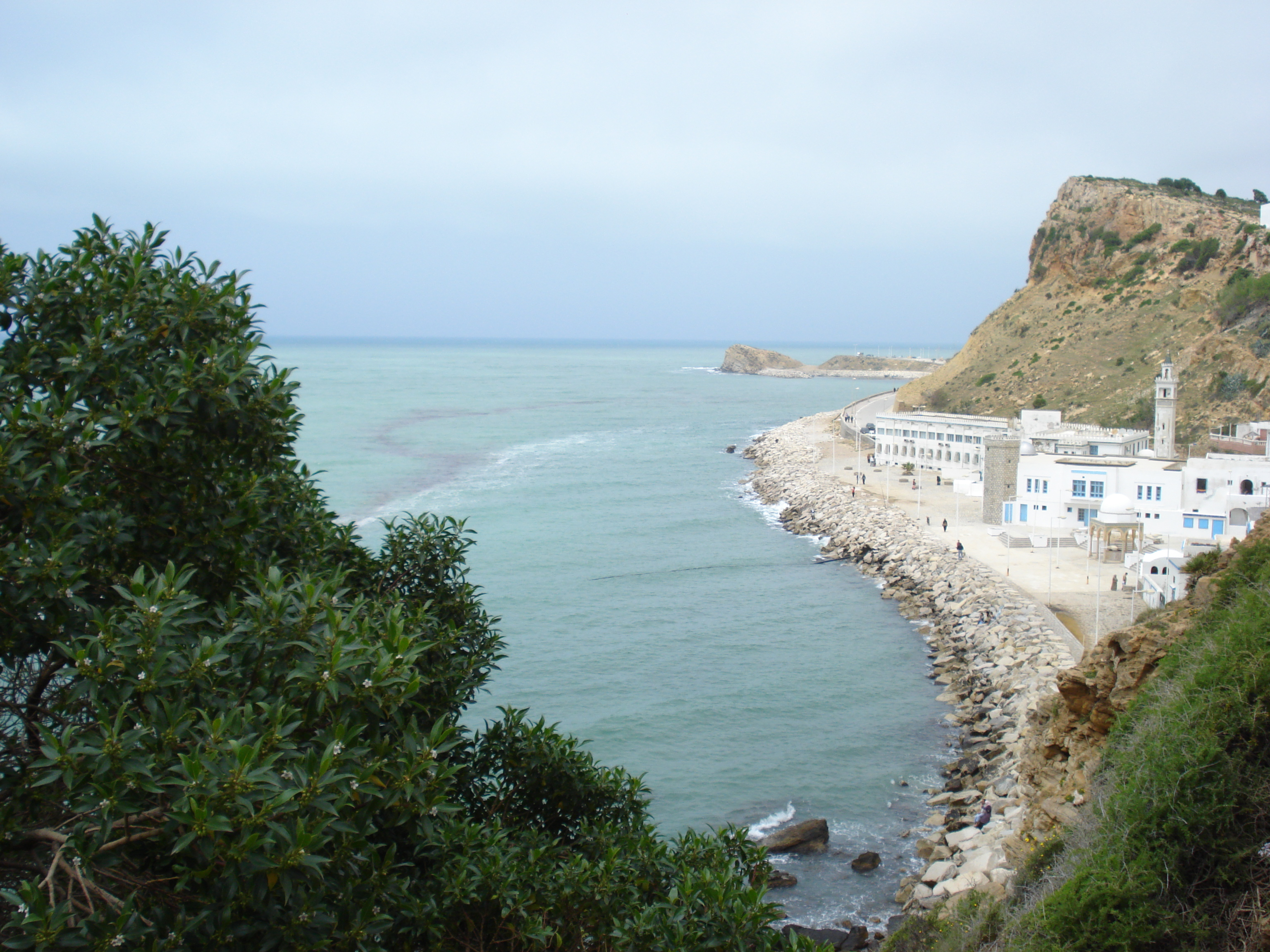
مدينة قربص

قُرْبُص مدينة تونسية صغيرة تقع في ولاية نابل على بعد 60 كم من تونس العاصمة، شهيرة بعيونها المائية الاستشفائية.
توجد في قربص عدة محطات للاستشفاء بالمياه المعدنية. منها محطات تقليدية، ومنها محطات عصرية مجهزة لاستقبال السياح والاستشفاء بالمياه المعدنية.

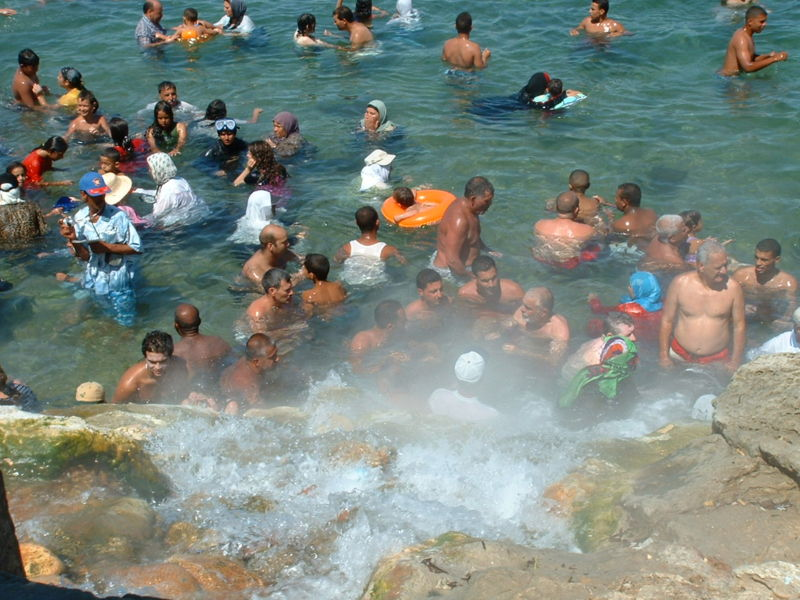
الإستحمام في عيون المياه المعدنية الطبيعية

عين العتروس هي إحدى أهم عيون المياه المعدنية الطبيعية التي تتدفق بدرجة حرارة تقارب 85 درجة مئوية.